# T Lavitz
Terry "T" Lavitz (16. dubna 1956 – 7. října 2010) byl americký jazz rockový klávesista, skladatel a hudební producent. Byl také jedním ze členů skupiny Dixie Dregs, ve které s ním hrál i pozdější kytarista Deep Purple Steve Morse.